# Bătălia de la râul Salsu
Bătălia de Salsu a avut loc în anul 612 d.Hr., în timpul celui de-al doilea război Goguryeo-Sui, între forțele regatului coreean Goguryeo și cele ale dinastiei chineze Sui. Cavaleria Goguryeo a urmărit armata Sui, atacând-o și înfrângând-o la răul Salsu.

## Istorie
În anul 612, împăratul Yangdi din Sui a invadat Goguryeo cu o armată de peste un milion de soldați. Cu toate acestea, Goguryeo a rezistat. Împăratul Yangdi a trimis 305.000 de soldați la Pyeongyang, capitala regatului Goguryeo. 
Generalul Goguryeo Eulji Mundeok a apărat cetatea împotriva forțelor de uscat și navale ale inamicului pentru mai multe luni, distrugând trupele Sui în timp ce se retrăgeau prin teritoriul Goguryeo. Ambuscada de la Salsu (astăzi râul Chongchon) a cauzat pierderi masive trupelor Sui. Când armata Sui a ajuns la râu, apele acestuia erau puțin adânci din cauză că forțele Goguryeo blocaseră cursul apei cu un dig. Când trupele Sui erau la jumătatea râului, generalul Eulji Mundeok a ordonat ca barajul să fie deschis iar fluxul de apă a înecat mii de soldați Sui. Cavaleria Goguryeo a atacat apoi forțele Sui rămase.
Soldații supraviețuitori ai armatei Sui au fost forțați să se retragă într-un ritm amețitor spre peninsula Liaodong pentru a nu fi uciși. Din cei 350.000 de soldați Sui, doar 2.800 au supraviețuit. Bătălia de la Salsu este printre cele mai letale bătălii din istoria lumii. 
Obținând victoria de la Salsu în fața dinastiei Sui, Goguryeo a câștigat până la urmă însuși războiul, în timp ce dinastia Sui, afectată de pierderile enorme de soldați și resurse ca rezultat al campaniilor coreene, a început să se fărâmițeze din interior, fiind distrusă într-un final de luptele interne pentru a fi înlocuită imediat după de dinastia Tang.